# توم سينغ
توم سينغ (بالإنجليزية: Tom Singh)‏ هو شخصية أعمال بريطاني، ولد في أغسطس 1949.